# Гай Норбан Флакк (консул 24 года до н. э.)
Гай Норбан Флакк (лат. Gaius Norbanus Flaccus) — древнеримский политический деятель конца I века до н. э.
Флакк происходил из нобилитета и был сыном консула 38 года до н. э. Гая Норбана Флакка. Младший Флакк был другом Октавиана Августа, как и его отец. В 24 году до н. э. он был ординарным консулом с Августом, а с 18/17 по 17/16 год исполнял обязанности проконсула провинции Азия. Кроме того, Флакк был членом жреческой коллегии квиндецемвиров священнодействий.
Супругой Флакка была Корнелия. В браке родились трое детей Гай Норбан Флакк, Луций Норбан Бальб, бывшие консулами, а также Норбана Клара.